# Parafia Calcasieu
Parafia Calcasieu (ang. Calcasieu Parish) – parafia cywilna w stanie Luizjana w Stanach Zjednoczonych. Obszar całkowity parafii obejmuje powierzchnię 1 094,27 mil2 (2 834,17 km²). Według danych z 2010 r. parafia miała 192 768 mieszkańców. Parafia powstała w 24 marca 1840 roku, a jej nazwa pochodzi od rzeki Calcasieu, mającej rodowód swej nazwy w języku Indian Atakapa - imię jednego z wodzów tego plemienia tłumaczone jako krzyczący/płaczący orzeł.

## Sąsiednie parafie / hrabstwa
- Parafia Beauregard (północ)
- Parafia Jefferson Davis (wschód)
- Parafia Cameron (południe)
- Hrabstwo Orange (Teksas) (zachód)
- Hrabstwo Newton (Teksas) (północny zachód)

## Miasta i miejscowości
- DeQuincy
- Iowa
- Lake Charles
- Sulphur
- Vinton
- Westlake

## CDP
- Carlyss
- Gillis
- Hayes
- Moss Bluff
- Prien
- Starks